# Брандт, Франсуа
Франсуа Антони Брандт (нидерл. François Antoine Brandt; 29 декабря 1874, Зутервауде — 4 июля 1949, Нарден) — нидерландский гребец, чемпион и призёр летних Олимпийских игр 1900.
Брандт участвовал в соревнованиях двоек и восьмёрок. В паре с Релофом Кляйном и рулевым Германусом Брокманом они сначала заняли второе место в полуфинальном заплыве, а затем в финале, поменяв рулевого на французского спортсмена, они выиграли гонку с результатом 6:33,4. Так как они использовали иностранного спортсмена, то эта золотая медаль Брандта причисляется Смешанной команде, а не Нидерландам.
Кроме того, Брандт входил в состав команды-восьмёрки. Выиграв в полуфинале, его команда заняла третье место в финале.